# Club Atlético Ituzaingó
El Club Atlético Ituzaingó es un club de fútbol ubicado en la localidad de Ituzaingó, Buenos Aires, Argentina. Actualmente se desempeña en la Primera C, cuarta división del fútbol argentino para los clubes directamente afiliados a la AFA.

## Historia
Fue fundado el 1 de abril de 1912 por Juan Moresco sobre la base de reuniones preliminares en la casa de Adolfo Luis Testa y en el bar Bagnacerdri de Las Heras de Zufriategui, en el centro del entonces pueblo de Ituzaingó (que en 1964 tomó el rango de ciudad). Los antecedentes comienzan por 1911: con la llegada del club Estudiantil Porteño más la influencia del Ferrocarril Oeste y su gran movimiento obrero en la zona, el marco fue ideal para el desarrollo de la práctica del fútbol por parte de los jóvenes del pueblo que practicaban en los terrenos de la Parroquia San Judas Tadeo y en la cancha de la Unión Vecinal Roberts de Ituzaingó. 
Así fue que en 1912 se decidió la creación del club bajo el nombre de Social Ituzaingó que luego pasará a llamarse Club Atlético Ituzaingó. Los colores adoptados fueron el verde -tomado del ramal del Ferrocarril Oeste de Buenos Aires, cuya estación se emplaza en la localidad, y el blanco. Por más de quince años, el club utilizó una cancha emplazada en la actual plaza 20 de febrero; en tanto que en la actualidad su estadio se ubica en Mariano Acosta y General Pacheco, Ituzaingó Sur. 
Carlos Vidaurrazaga fue su primer presidente y a él le siguieron Levine, Justo, Ratti, Tiscornia, Idaberry, Mori, Marandino, Guercio, Julio Rovatti, Firpo, Peta, Basterretche, Dupiellet y Longoni. Entre otras personalidades destacadas están Rogelio Goyaud, Osvaldo Ferrero, Carlos Sacaan, Gregorio Nuñez, Roberto Reviello, José Luis García y Hernando Politano. La institución comenzó a desarrollar diversas actividades deportivas brindándose en un comienzo a los vecinos del barrio, pero fue creciendo hasta llegar poco a poco a convertirse en una entidad señera en el Oeste del Gran Buenos Aires.
En el plano futbolístico, el club jugó diversas ligas locales y regionales como las Ligas Veraniegas y la Liga La Ley y El Orden. En 1928 y 1933 se consagró campeón de la Liga del Oeste, de la cual fue cofundador. Hacia 1960 se afilió a la Asociación del Fútbol Argentino (AFA) y un año después participó en uno de sus campeonatos por primera vez. 
En 1982 logró el segundo puesto en un cuadrangular de la Primera D, ascendiendo a la Primera C en forma conjunta con Defensa y Justicia. En 1989 asciende por primera vez a la Primera B Metropolitana al ganarle la final a Excursionistas por el segundo ascenso (luego de perder el campeonato frente a Argentino de Quilmes). Los años posteriores, el club comenzó a desplegar un fútbol contundente bajo la conducción de Carlos Sacaan encargado de la parte futbolística de la institución. 
El miércoles 15 de abril de 1992 se consagró campeón de la temporada 1991/92 de la Primera B Metropolitana cuando le ganó por penales a Los Andes en cancha de Independiente, luego de empatar 1-1 con gol de cabeza de Guillermo Duró. Ambos clubes había sacado la misma cantidad de puntos en el campeonato y se disputó este partido final, consiguiendo así su máximo logró deportivo que le permitió jugar en el Nacional B en las temporadas 1992/93 y 1993/94. De esta manera corona una década de explosivo crecimiento deportivo. 
En la temporada 1994/95 estuvo en la Primera B Metropolitana hasta que descendió a la Primera C. De 1995 al 2001 alternó buenos y malos momentos en la C, consiguiendo el Apertura 1997 pero perdiendo la final por el Ascenso frente a Flandria, campeón del Clausura 1998 por un global de 0 - 5 (Ida 0 - 3, Cancha de Estudiantes de Caseros; vuelta 0 - 2, Cancha de Villa Dálmine).
En 1999, alcanza la final del torneo octogonal (que todavía por aquel entonces otorgaba el segundo ascenso de la categoría, siendo precisamente este año el último en el que habría dos ascensos directos) disputando dos partidos ante Colegiales: en el primero (disputado en el estadio de Platense), cae 1 a 0 mientras que en la revancha (haciendo de local en el estadio de Almirante Brown) cae nuevamente por 2 a 0. En 2000, tras imponerse en una emotiva definición por tiros desde el punto del penal ante Dock Sud (luego de haber igualado en dos tantos y finalizando el encuentro con dos jugadores menos), alcanza una nueva final, disputándola esta vez ante el Deportivo Merlo. En el choque de ida (haciendo de local en el estadio de Deportivo Morón, igualan 1 a 1. En la revancha, jugada bajo una torrencial lluvia en el estadio de San Miguel, vuelven a igualar 1 a 1 y el verde cae derrotado por penales. 
Con la dirección técnica de Víctor Benítez, el 16 de junio de 2001 el Verde consigue el cuarto ascenso de su historia tras ganar la final del Torneo Reducido de la "C" a Laferrere por 3 a 0 en el partido de vuelta, con goles de Aldo Bazán, Garay y Freddy Vera. Esa tarde lluviosa, en la cancha de Morón, reventaron las boleterías y dieron una recaudación récord para la categoría: $45.000, cifra que incluso a más de trece años aún no ha sido superada. 
Lamentablemente el "Verde" descendió en 2002 faltando ocho fechas para el final de la temporada, y volvió a la "C" donde se mantuvo hasta fines del Clausura 2005. El 7 de mayo de 2005, el club sufrió un doloroso descenso en cancha de Dock Sud y volvió a la Primera "D", luego de 23 años. 
Exactamente un año después (7 de mayo de 2006), el club volvió a la "C" tras salir campeón del Apertura 2005 y ganarle la final por el ascenso directo a Liniers (ganador del Clausura 2006). En dos apretadas finales disputadas en cancha de Almirante Brown, en Isidro Casanova, Ituzaingó, entrenado por Carlos Medina, triunfó por penales.
Este quinto ascenso de la historia del club no fue aprovechado y el equipo dirigido por la dupla Tocco-Lara desarrolló una de las peores campañas de la historia. De este modo, tras una temporada en la "C" vuelve a descender a la "D".

### Últimos años
Ituzaingó disputó el torneo reducido de la Primera "D" que repartió una plaza para disputar la promoción por un ascenso a la Primera "C" tras haber salido 7° en la última temporada, pero quedó eliminado en cuartos de final. Luego de dos temporadas con discretas actuaciones en la Primera "D", en las que el equipo ni siquiera logró alcanzar la suma de puntos necesaria para ingresar al reducido, en la temporada 2010/11 Ituzaingó logró la clasificación para el mismo en el sexto puesto. En dicho reducido enfrentó en cuartos de final a Deportivo Riestra, al cual derrotó en la ida 2 a 0. En la vuelta cayó por 3 a 2 pero avanzó a las semifinales por la diferencia obtenida en la ida. En la siguiente fase enfrentó a Centro Español. En la ida lo derrotó por 2 a 1 en condición de local, pero en la vuelta cayó 1 a 0 y quedó eliminado porque la ubicación en la general era favorable a Centro Español. 
En la temporada 2011/12 hizo una campaña regular y en el año de su centenario ni siquiera logró clasificarse al reducido. En la temporada 2012/13 finalizó en la cuarta posición con 57 unidades, a 26 del campeón Argentino de Quilmes logrando clasificar al torneo reducido, en el cual venció a San Martín de Burzaco por la Semifinal del reducido, y en la Final venció por 1 - 0 a Riestra en la ida, en la revancha en un partido épico, Riestra se pone 2 - 0 arriba y en tiempo adicional Ituzaingó descuenta para el 2 - 1 final que forzó los tiros desde el punto penal, imponiéndose Ituzaingó por 6 -5 y logrando el ascenso a la Primera "C".
Tras una discreta temporada 2013/14 en la Primera "C", el equipo volvió a caer a la más baja de las categorías del fútbol argentino. Para la temporada siguiente llegaron muchos refuerzos al equipo entrenado por Damián Troncoso, pero el equipo en las primeras fechas no encontró los resultados esperados. El primer partido lo perdió con Argentino de Rosario por 2 tantos contra 1 en el estadio Carlos Alberto Sacaan. La segunda fecha el equipo del oeste quedó libre, la tercera el león le estaba ganando a Liniers cuando a los 90 minutos el árbitro del encuentro cobra un penal dudoso, finalizando el partido 1 a 1. La cuarta fecha el equipo de Ituzaingó le estaba ganando al entonces puntero e invicto San Miguel por 1 a 0, pero se descuidó y lo terminó perdiendo 2 a 1. Finalmente el león finalizó el campeonato en el cuarto puesto fuera de los puestos de ascenso. 
En el torneo 2015 (que tuvo la particularidad de que fue de marzo a noviembre y no sufrió interrupciones) se armó un equipo con muchos juveniles y pocos refuerzos de experiencia, dando inicio a un nuevo proyecto. Damián Troncoso ya no era más el DT y su lugar lo ocupó un hombre de las inferiores del club, Pablo Molgatini. Ituzaingó tuvo un arranque prometedor ganándole en la primera fecha por 2 tantos contra 0 al Leandro N. Alem en el estadio de Sportivo Italiano (donde el verde hizo las veces de local durante gran parte del torneo), en el segundo encuentro igualó sin goles frente a Centro Español, y en el tercer partido (jugado el día de su aniversario número 103) derrotó por 1 a 0 a Argentino de Rosario. De esta manera obtuvo 7 puntos de 9, pero la cantidad de empates que obtuvo en el torneo lo terminaron dejando fuera de los primeros planos. Finalizó en la novena posición con 42 puntos, a 6 de Central Ballester (el último en entrar al reducido) y a 19 unidades del campeón Sportivo Barracas. 
En el torneo 2016 Ituzaingó continuó con el proyecto arrancado en el anterior, armando un equipo con mayoría de juveniles y un par de refuerzos de experiencia, el entrenador en este nuevo torneo había dejado de ser Molgatini y su lugar fue ocupado por Diego Martínez. El "León" tuvo un mal arranque y a pesar de haberse recuperado en la segunda mitad del torneo (que fue solamente de 15 fechas e Ituzaingó quedó libre en la primera), los puntos perdidos en los primeros partidos lo privaron de obtener el campeonato y de esta forma el único ascenso disponible que fue para El Porvenir.
Para el torneo 2016-17 se mantuvo el proyecto de armar un equipo con jugadores que en su mayoría provenían de las inferiores del club, sumando algunos refuerzos de experiencias. Alejado Diego Martínez de la dirección técnica, fue Walter Fiori quien se hizo cargo del primer equipo hasta finales del 2016. Desde la pretemporada 2017 asumió Diego Ayoroa como entrenador.
El arranque del equipo en el Campeonato de Primera D 2016-17 fue bastante prometedor, obteniendo tres victorias en los primeros tres partidos, pero luego llegaron dos derrotas sucesivas. A partir de allí, el equipo fue bastante irregular en lo que a resultados se refiere, hasta que en la fecha 10.º debía enfrentar a Leandro N. Alem, con quien a la postre resultaría ser el equipo con el que pelearía el torneo hasta el final. En aquella ocasión de impondría 2 a 1 tras haber comenzado perdiendo. Luego, en la fecha 11.º caería nuevamente, esta vez 1 a 0 ante Victoriano Arenas. Pero luego de derrotar a Centro Español en la fecha 12.º, el verde lograría una racha de ocho victorias consecutivas (entre las cuales se incluye un partido ante Liniers, quien pese haber ganado en cancha, luego perdería los puntos en el tribunal debido a la mala inclusión de jugadores profesionales, algo prohibido en la categoría).
Ya comenzado el 2017, Ituzaingó y Leandro N. Alem comenzaron a perfilarse como serios candidatos a pelear por el título hasta el final, tomando en cuenta además la sorpresiva caída de Atlas, equipo que finalizado el 2016 había finalizado en el primer puesto. Tras una derrota y un empate, Ituzaingó debía enfrentarse nuevamente con Alem, quien en ese momento ostentaba la punta del torneo, esta vez en condición de visitante, estando cinco puntos por debajo. Se trataba de un partido crucial, ya que, siendo la fecha 25.º, si el verde no obtenía un buen resultado, prácticamente se despediría de la lucha por el campeonato. Pero Ituzaingó logró una sólida victoria por 2 a 0 y acortó la diferencia a dos puntos.
Pese a ello, en la fecha siguiente, no pudo pasar del 0 a 0 ante Victoriano Arenas en condición de local, por lo cual, al ganar Alem, la diferencia volvió a ser cuatro puntos con doce en disputa. De ese modo, Ituzaingó estaba prácticamente obligado a ganar los cuatro partidos que restaban del torneo y esperar que Alem dejara puntos en el camino para tener alguna chance. En la fecha 28.º, Ituzaingó se impuso ante Claypole en condición de visitante por 3 a 2 en un duro encuentro, y aprovechando la igualdad de Alem en su visita a Lamadrid volvió a acortar la diferencia a tan solo dos puntos. En la fecha siguiente, penúltima del certamen, tanto Ituzaingó como Alem jugaron sus respectivos partidos en el mismo horario para evitar suspicacias. Alem ganaba su partido ante Liniers como local, pero sorpresivamente lo terminaría perdiendo por 2 a 1. Mientras tanto, Ituzaingó no podía aprovechar la oportunidad de treparse a lo más alto del torneo porque empataba ante Lamadrid, pero faltando cinco minutos para el cierre, Damián Anriquez con un cabezazo le dio la victoria al verde, que de ese modo llegaba a la última fecha como puntero, un punto encima de Alem y por lo tanto dependiendo de sí mismo para coronarse.
En la última jornada, Ituzaingó visitaba a Liniers en Justo Villegas, rival al que no podía ganarle desde el 2006, y que además se jugaba su última oportunidad por ingresar al torneo reducido por el segundo ascenso que brinda la categoría. Por su parte, Alem visitaba a Puerto Nuevo en Campana, quien también lidiaba por un puesto en el reducido. Luego que los primeros tiempos de ambos encuentros finalizaran en cero, para los segundos tiempos llegarían las emociones. Primero Alem se ponía 1 a 0 ante Puerto Nuevo, y más tarde ratificaría la diferencia con un categórico 3 a 0 final. Por su parte, en Justo Villegas Liniers se encontraba con un penal a su favor, y el sueño del ascenso parecía desmoronarse para el verde, pero Blas Pisano contuvo el tiro y el cotejo continuó en tablas hasta que Maximiliano Lara con un cabezazo doblegó la resistencia del arquero local y puso el 1 a 0 para Ituzaingó. De ese modo, el verde se consagraba, pero unos pocos minutos después, y tras un desconcentración defensiva, Liniers arribó al empate.
Mientras tanto, Alem consumaba su victoria, y con el empate del verde, era el de Rodríguez el que ascendía. Los minutos se iban consumiendo e Ituzaingó no podía llegar al tan ansiado segundo gol. Hasta que en el tercer minuto de descuento, y tras un centro, un defensor de Liniers le cometió penal a Santiago Yossini. Damián Anriquez se hizo cargo de tan complicada responsabilidad y lo transformó, para de ese modo darle el ascenso y la vuelta a la C al león del oeste. En la temporada 2017/18, nuevamente en la C, Ituzaingó logra mantener la categoría después de un ascenso luego de 25 años y quedó en las puertas del reducido tras empatar 0 a 0 ante Leandro N Alem. En el torneo siguiente vuelve a mantener la categoría sin sufrir riesgos su permanencia prácticamente en ningún momento pero a diferencia del anterior finalizó lejos del reducido. En la 2019/20, temporada que luego de 12 años volvió a dividirse en apertura y clausura, el león no peleó el primero y el arranque del segundo parecía prometedor pero todo quedó trunco debido a la suspensión de actividad.
En la temporada 2021 de la Primera C, el 18 de diciembre  venció a Argentino de Merlo en la final del reducido por el segundo ascenso a la Primera B Metropolitana, en el global empataron 2 a 2 y se definió por penales ganando 4 a 2, vuelve a jugar la categoría desde su última participación en la temporada 2001-02.
En la temporada 2023 de la Primera B, descendió a la Primera C tras el empate sin goles en el partido Deportivo Merlo-Talleres de Remedios de Escalada.

## Uniforme
* Uniforme titular: Verde con vivos blancos, pantalón verde y medias verdes.
* Uniforme suplente: Gris con vivos verdes, pantalón gris y medias blancas.
* Uniforme alternativo: Naranja con vivos verdes, pantalón naranja y medias verdes.

### Indumentaria y Patrocinador
| Período       | Proveedor     |
| ------------- | ------------- |
| 1980-1981     | Sportlandia   |
| 1982-1984     | Adidas        |
| 1985-1988     | Topper        |
| 1988-1990     | Helueni Sport |
| 1990-1992     | Taiyo         |
| 1992-1993     | Olympique     |
| 1993-1994     | Sport 2000    |
| 1994          | Nanque        |
| 1994-1995     | Reusch        |
| 1995-1999     | Penalty       |
| 1999-2001     | Sport 2000    |
| 2001-2002     | Mebal         |
| 2002-presente | Sport 2000    |

| Período       | Patrocinador                                               |
| ------------- | ---------------------------------------------------------- |
| 1981-1983     | Bogani                                                     |
| 1984-1987     | Compañía Financiera Ituzaingó/Crédito Ituzaingó            |
| 1988-1993     | Sacaan                                                     |
| 1993-1994     | Super Canal                                                |
| 1994-1995     | Muebles D'Agostino                                         |
| 1995-1996     | Caramelos Fuertes                                          |
| 1996-1997     | Open Sports                                                |
| 1997-1998     | Sinteplast                                                 |
| 1998-2000     | Municipalidad de Ituzaingó                                 |
| 2000-2004     | Osmecón Salud/Pinturas Venier                              |
| 2004-2006     | Bingo Merlo/Municipalidad de Ituzaingó                     |
| 2006-2007     | Lijas Hunter                                               |
| 2007-2008     | Municipalidad de Ituzaingó/Lijas Hunter                    |
| 2008-2009     | Dandy Producciones/Traverso Alimentos                      |
| 2009-2010     | Cerraduras Prive/Transporte Bajo Cero                      |
| 2010-2012     | Credial/Transporte Bajo Cero                               |
| 2012          | La Franco Americana                                        |
| 2013          | Traverso Alimentos                                         |
| 2013-2014     | Universidad de Morón                                       |
| 2015          | Ninguno                                                    |
| 2016          | Telecentro / Secco                                         |
| 2017          | SEOCA Ituzaingó                                            |
| 2017-2018     | Casa del Audio                                             |
| 2018-2019     | Casa del Audio/Municipalidad de Ituzaingó                  |
| 2019-2020     | ExtraMédica/Carnicería Felipe                              |
| 2020          | Municipalidad de Ituzaingó/ExtraMédica/Gamacenter          |
| 2021          | Municipalidad de Ituzaingó/Enertrans/Gamacenter            |
| 2022-presente | Municipalidad de Ituzaingó/Carnicería Poncharelo/Enertrans |

## Instalaciones

### Estadio

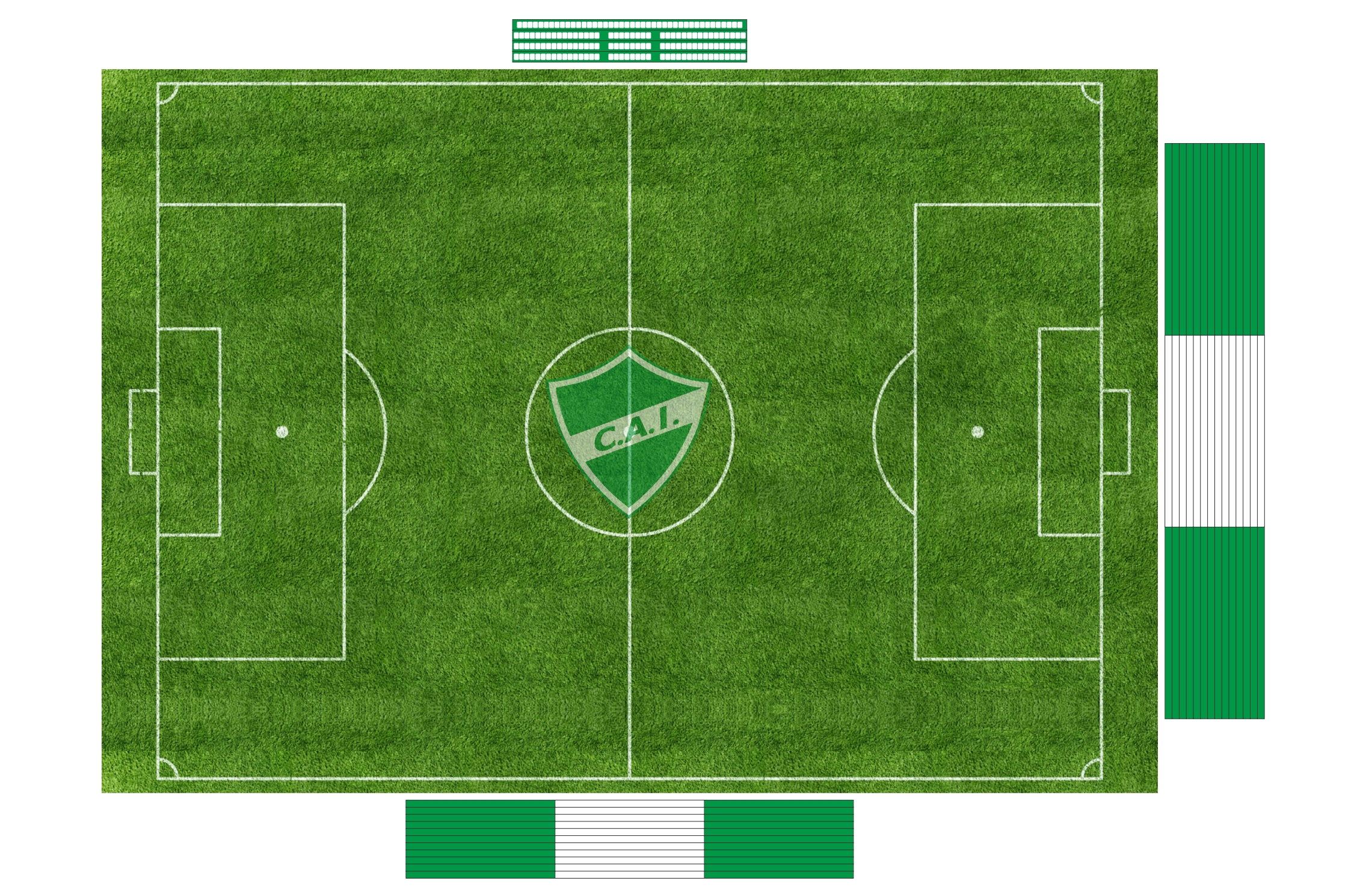

El recinto lleva como nombre Estadio Carlos Alberto Sacaan en honor al exempresario panadero que manejó el fútbol profesional del club durante muchos años, incluyendo los del apogeo futbolístico del equipo cuando llegó a disputar el Nacional B. El nombre fue elegido en una encuesta realizada en el año del centenario del club, ya que hasta entonces el recinto no tenía una denominación oficial. La capacidad total del mismo es de 5.470 personas según el siguiente detalle: 2.200 popular local, 2.400 popular visitante y 870 personas platea local. El primer estadio que utilizó el club estaba en los terrenos de la Parroquia San Judas Tadeo y posteriormente, fue trasladado al espacio donde actualmente está ubicada la Plaza 20 de febrero, en Ituzaingó Norte. Hacia finales de la década del ´50 y en vistas de la participación en los torneos oficiales de la Asociación de Fútbol Argentino (con afiliación en 1960), las autoridades gestionaron la disponibilidad de los terrenos donde actualmente está ubicada la cancha: Mariano Acosta y General Pacheco. El primer partido oficial en AFA fue el 13 de mayo de 1961 por la primera fecha del Torneo de la Primera D, en la que el equipo perdió 3 a 2 con Juventud Unida, quedando séptimo en la tabla final de la zona B del torneo. La primera formación dirigida por Sandoval fue: Coria, Rodríguez, Pinto, Gustavino, Portillo, Terlisi, Abba, Miranda, Zorrilla, Casas y Gavari, siendo el arquero suplente Turuviano. La cancha sufrió modificaciones entre las que se destaca la eliminación del túnel que unía la zona actual de plateas con uno de los arcos. En los años ´70 fueron agregadas las luminarias y exactamente en 1978 se construyó la tribuna visitante con una capacidad para 500 personas, cantidad que fue duplicada dos años después. Por entonces también fueron agregadas luminarias y fue construida la platea local con tablones donados por San Lorenzo de Almagro que desmanteló su el “Viejo Gasómetro” de la Avenida La Plata en la Ciudad Autónoma de Buenos Aires. Hacia 1996 fueron levantadas las seis cabinas de transmisión sobre la tribuna popular local, en tanto que en 2005 un grupo de hinchas pintaron todo el estadio y conformaron la Agrupación Nuevas Tribunas con el apoyo de todos los hinchas del Verde. En solo ocho meses, esta iniciativa logró triplicar la capacidad visitante, llevándola a unos 2.500 espectadores en estructuras de cemento y hormigón cuyas instalaciones fueron inauguradas en 2006 en ocasión del partido que el CAI igualó cero a cero con General Lamadrid. “Nuevas Tribunas” remodeló el sector de plateas, agregando butacas y mejorando el aspecto de la cancha a mediados de 2007. En el año 2020, en medio de la pandemia por Coronavirus, el club llevó adelante el proyecto "Platea 2020" para remodelar aquel sector. Gracias a la ayuda de los hinchas y socios comprando sus abonos y participando de la recaudación de fondos, en unos pocos meses se pudo inaugurar la misma, que cuenta con una capacidad de 1.000 personas sentadas, códigos QR en los asientos para acceder a información del partido, nuevos palcos VIP, y un sector para el equipo de video análisis. La misma se lució por primera vez en el partido ante San Martín (Burzaco) por la Fecha 1 del Torneo 2020/21 de la Primera C, pero debido a las restricciones sanitarias, recién pude albergar público en octubre de 2021 justamente ante el mismo rival y por la Primera C. Con medidas reglamentarias del campo de juego-101,25 metros de largo por 68.15 metros de ancho la capacidad total del estadio es de 5.470 personas distribuidas de la siguiente manera: 2.200 popular local, 2.400 popular visitante y 870 en la platea local. En el interior del estadio podrás encontrar el bufet, un punto de encuentro obligatorio en la previa de cada partido. Remodelado recientemente y atendido con la amabilidad que caracteriza a sus anfitriones, cuenta con parrilla y ofrece sándwiches, bebidas, golosinas y helados.

### Sede Social
El Club Atlético Ituzaingó tiene entradas sobre las calles Los Pozos (principal) y sobre 24 de octubre (acceso al natatorio), y está ubicado a una cuadra y media de la Estación de trenes de Ituzaingó. Su sede es muy amplia, de estilo moderno y equipada para la práctica de diversos deportes. Las instalaciones cuentan con salón cubierto, gimnasio, salas para reuniones, auditorio, cancha de fútbol 5 techada, pileta climatizada en natatorio vidriado, solárium, videojuegos y bufet. Además, a 400 metros de la sede social, el club tiene un estadio de fútbol profesional con capacidad para 5 mil espectadores, que también dispone de canchas de hockey y fútbol infantil. 
A lo largo de su historia, el CAI estuvo ubicado en distintos lugares: la casa de Don Piparola (Juncal 175), la casa de Pedro García (Zufriategui 625), el Café de Bagnacedri (Las Heras y Zufriategui), Los Altos de Pastre (Mariano Acosta y 24 de Octubre) y en Pacheco y Rondeau (entre 1933 y 1937). Actualmente su establecimiento se emplaza en Los Pozos 48, a media cuadra de Avenida Rivadavia, en el corazón de la ciudad de Ituzaingó.
El club dispone de una amplia y agradable confitería que expende bebidas, licuados, batidos, tragos, helados, pizzas, empanadas, panchos, pollo, milanesas, ravioles, tallarines, ñoquis, minutas, cafetería y plato del día, además de disponer de un kiosco con abundante oferta de productos. Dispone de TV por cable, sector de videojuegos y servicio de Wi-Fi gratuito.
Puede alquilarse en uso exclusivo para el festejo de cumpleaños y eventos y cuenta con equipo de sonido para fiestas.

## Clásicos y rivalidades

### Clásico con Midland
Su clásico rival es el Club Atlético Ferrocarril Midland, de la vecina ciudad de Libertad.

#### Historial
El historial cuenta con 50 partidos, siendo actualmente uno de los clásicos más tradicionales que se disputa en la Primera C.
Último partido: 30 de agosto de 2021. Midland 1-1 Ituzaingó.
| Partidos jugados | Ganados por Ituzaingó | Empates | Ganados por Midland | Goles de Ituzaingó | Goles de Midland |
| ---------------- | --------------------- | ------- | ------------------- | ------------------ | ---------------- |
| 50               | 23                    | 14      | 13                  | 78                 | 67               |

### Clásico con Deportivo Merlo
Uno de los clásicos más añejos de Ituzaingó lo disputa con Deportivo Merlo. Este clásico fue televisado en sus últimas ediciones regulares en Primera C, siendo un hecho destacado para la cuarta categoría del fútbol argentino. En febrero de 2021 Claudio Tapia, presidente de AFA, asistió al clásico para dar el puntapié inicial.

#### Historial
El historial cuenta con 72 partidos, los dos primeros encuentros se produjeron hace 64 años en el torneo de Primera D 1961, cuando Deportivo Merlo se denominaba 9 de Julio. Ituzaingó venció por 3-1 de visitante y 6-0 como local.
Último partido: 1 de julio de 2023.
Ituzaingó 0-Deportivo Merlo 1.
| Partidos jugados | Ganados por Ituzaingó | Empates | Ganados por Merlo |
| ---------------- | --------------------- | ------- | ----------------- |
| 72               | 27                    | 26      | 19                |

### Rivalidades
También tiene rivalidad con Deportivo Laferrere, Argentino (Merlo), San Miguel y Colegiales.

## Jugadores

### Plantel 2023
| Arqueros                     | Arqueros             |
| ---------------------------- | -------------------- |
| FIGUEROA, TOMAS CARLOS       | 20/04/1995 (28 años) |
| LESCANO, MATIAS ALEJANDRO    | 12/10/1986 (37 años) |
| NEILA, GONZALO               | 09/08/1999 (24 años) |
| Defensores                   |                      |
| FLORES, ALEXIS EZEQUIEL      | 26/07/1997 (26 años) |
| MEDINA, BRIAN DANIEL         | 17/04/1993 (30 años) |
| NEBOT, LUCIANO FABIAN        | 12/05/1990 (33 años) |
| PAREDES, MAXIMILIANO HERNAN  | 26/03/1991 (32 años) |
| POLITANO, ALEJO              | 08/01/2002 (21 años) |
| SERRANO, DIEGO ADRIAN        | 19/05/1995 (28 años) |
| SOSA, RODRIGO                | 01/01/2002 (21 años) |
| TALLARICO, FACUNDO NAHUEL    | 21/10/1999 (24 años) |
| Volantes                     |                      |
| BARREAL, JOSE LUIS           | 24/09/1989 (34 años) |
| COSTANTINO, FRANCO IÑAQUI    | 18/06/1998 (25 años) |
| FALON, MANUEL AGUSTIN        | 05/07/1995 (28 años) |
| GONZALEZ, FACUNDO NICOLAS    | 04/08/2000 (23 años) |
| IGLESIAS, JUAN CRUZ          | 09/03/1997 (26 años) |
| MENA, LAUTARO MATIAS         | 19/10/2004 (19 años) |
| PALISI, MARTIN               | 19/01/1988 (35 años) |
| PIERSIGILLI, SANTIAGO        | 10/07/1998 (25 años) |
| REY, LUCAS EZEQUIEL          | 06/05/1999 (24 años) |
| RIERA, EZEQUIEL ANDRES       | 02/01/1991 (32 años) |
| SORIA, RODRIGO ERNESTO       | 14/02/1987 (36 años) |
| TABORDA, RAMIRO ADRIAN       | 22/04/2003 (20 años) |
| TITUNIK, AGUSTIN             | 15/09/1999 (24 años) |
| Delanteros                   |                      |
| GUTIERREZ, FERNANDO EZEQUIEL | 04/02/1989 (34 años) |
| LOPEZ, KEVIN NICOLAS         | 08/02/1996 (27 años) |
| MIRANDA MOREIRA, ALCIDES     | 16/03/1986 (37 años) |
| PEREZ, FRANCO SANTIAGO       | 27/11/2000 (22 años) |
| SOTELO, ALAN AXEL URIEL      | 02/07/2002 (21 años) |
| URRUCHUA, GABRIEL ALEJANDRO  | 18/02/2002 (21 años) |
| VOLPI, BRUNO                 | 23/06/1993 (30 años) |

## Datos del club

### Trayectoria
Actualizado hasta la temporada 2024 inclusive.
Total de temporadas en AFA: 65.
 Aclaración: Las temporadas no siempre son equivalentes a los años. Se registran cuatro temporadas cortas: 1986, 2014, 2016 y 2020.

- Temporadas en Primera División: 0
- Temporadas en Segunda División: 2
  - en Primera Nacional: 2 (1992/93-1993/94)
- Temporadas en Tercera División: 11
  - en Primera B Metropolitana: 7 (1989/90-1991/92, 1994/95, 2001/02, 2022-2023)
  - en Primera C: 4 (1983-1986)
- Temporadas en Cuarta División: 41
  - en Primera C: 20 (1986/87-1988/89, 1995/96-2000/01, 2002/03-2004/05, 2006/07, 2013/14, 2017/18-2021, 2024-)
  - en Primera D: 21 (1961-1969, 1971-1982)
- Temporadas en Quinta División: 11
  - en Primera D: 11 (2005/06, 2007/08-2012/13 y 2014-2016/17)
- Temporadas desafiliado: 1 (1970) Aclaración: no fue por mérito deportivo sino por pedido del club ante el desalojo del Estadio.

### Movilidad interdivisional
1982: de Primera D a Primera C 

 1986: de Primera C (Tercera División) a Primera C (Cuarta División) 
  1989: de Primera C a Primera B Metropolitana 
  1992: de Primera B Metropolitana a Primera B Nacional 
  1994: de Primera B Nacional a Primera B Metropolitana 
  1995: de Primera B Metropolitana a Primera C 
  2001: de Primera C a Primera B Metropolitana 
  2002: de Primera B Metropolitana a Primera C 
  2005: de Primera C a Primera D 
  2006: de Primera D a Primera C 
  2007: de Primera C a Primera D 
  2013: de Primera D a Primera C 
  2014: de Primera C a Primera D 
  2017: de Primera D a Primera C 
  2021: de Primera C a Primera B Metropolitana 
  2023: de Primera B a Primera C 
1. ↑  Reestructuración (creación de la Primera B Nacional).

Línea de tiempo

### Otros registros
- Máximo goleador: Marcos Zampini (52)

### Goleadas

#### A favor
- En Nacional B: 4-1 a Villa Dálmine en 1992. 3-0 a Club Atlético Central Córdoba (Rosario) en 1993.  3-0 a Club Atlético Talleres (R.E.) en 1993. 3-0 a Club Atlético Central Córdoba (Rosario) en 1994.
- En Primera B: 3-0 a Club Atlético Atlanta en 1991. 3-0 a Club Atlético San Miguel en 1990. 3-0 a Club Luján en 1991.
- En Primera C: 6-0 a Cañuelas en 1996. 6-0 a Deportivo Merlo en 1997.6-2 a Midland en 1999. 5-0 a Deportivo Merlo en 2005.
- En Primera D: 10-3 a Atlas en 1967. 7-0 a Puerto Nuevo en 2008. 6-0 a Yupanqui en 2011

#### En contra
- En el "B" Nacional: 2-5 vs Sportivo Italiano en 1993.
- En Primera B: 0-6 vs Dock Sud en 1994. 2 - 6 vs Brown de Adrogué en 2001. 0-5 vs San Telmo en 2001.
- En Primera C: 0-6 vs Defensores Unidos en 1986. 1 - 5 vs San Miguel en 2003. 2-6 vs Villa San Carlos en 2006.
- En Primera D: 0-7 vs Juventud Unida en 1980.

### Estadísticas en el profesionalismo
| Campeonato                | PUNTOS | PJ | PG | PE | PP | GF | GC | DIF.DE GOL | PJ X REDUCIDO | NOTA | EFECTIVIDAD |
| ------------------------- | ------ | -- | -- | -- | -- | -- | -- | ---------- | ------------- | ---- | ----------- |
| TERCERA DE ASCENSO 1961*  | 20     | 22 | 9  | 2  | 11 | 48 | 45 | 3          | 0             | -    | 45,45%      |
| PRIMERA AFICIONADOS 1962* | 39     | 27 | 18 | 3  | 6  | 81 | 39 | 42         | 5             | -    | 72,22%      |
| PRIMERA AFICIONADOS 1963* | 22     | 24 | 9  | 4  | 9  | 65 | 59 | 6          | 0             | -    | 45,83%      |
| PRIMERA AFICIONADOS 1964* | 40     | 29 | 15 | 10 | 4  | 75 | 36 | 39         | 9             | -    | 68,96%      |
| PRIMERA AFICIONADOS 1965* | 16     | 18 | 6  | 4  | 8  | 29 | 34 | -5         | 0             | -    | 44,44%      |
| PRIMERA AFICIONADOS 1966* | 11     | 20 | 5  | 1  | 14 | 25 | 49 | -24        | 0             | -    | 27,50%      |
| PRIMERA AFICIONADOS 1967* | 31     | 22 | 14 | 3  | 5  | 62 | 36 | 26         | 2             | -    | 70,45%      |
| PRIMERA AFICIONADOS 1968* | 18     | 22 | 6  | 6  | 10 | 36 | 38 | -2         | 0             | -    | 40,90%      |
| PRIMERA AFICIONADOS 1969* | 13     | 18 | 4  | 5  | 9  | 30 | 40 | -10        | 0             | -    | 36,11%      |
| PRIMERA AFICIONADOS 1971* | 11     | 20 | 4  | 3  | 13 | 22 | 49 | -27        | 0             | -    | 27,50%      |

- Los partidos ganados valían 2 puntos.
- Con el tiempo se van a ir agregando los demás torneos.

## Autoridades
Comisión Directiva 2023/25
- Presidente: Hernando Politano
- Vice Presidente: Facundo Titunik

## Palmarés

### Torneos nacionales
- Primera B (1): 1991/92
- Primera D (2): 2005/06 y 2016/17

### Otros logros
- Ascenso a Primera B por Torneo Reducido de Primera C (1): Primera C 2021.
- Ascenso a Primera C por Torneo Reducido de Primera D (1): 2012/13.
- Ascenso a Primera B por Reclasificatorio de Primera C (1): 2000/01.
- Ascenso a Primera B por Reclasificatorio de Primera C (1): 1988/89.
- Ascenso a Primera C por Reclasificatorio de Primera D (1): 1982.
- Ganador del Torneo Apertura de la Primera C (1): 1997/98 (no ascendió).